# 小木站
小木站（日语：／ Koki eki */?）是位於愛知縣小牧市小木東1丁目，名古屋鐵道小牧線岩倉支線的鐵道車站（廢站）。

## 歷史
- 1920年（大正9年）9月23日 - 車站啟用。
- 1952年（昭和27年）3月25日 - 成為無人車站[2]。
- 1964年（昭和39年）4月26日 - 路線廢除，此站也被廢除[3]。

## 相鄰車站
名古屋鐵道
小牧線 岩倉支線
岩倉－（中市場）－小木－小針
中市場站在1944年暫停營業

## 注腳
1. ↑  名古屋鉄道 (编). . 1961: 697. ASIN B000JAMKU4 （日语）.
2. ↑  名古屋鉄道広報宣伝部（編）. . 名古屋鉄道. 1994: 886 （日语）.
3. ↑  名古屋鉄道広報宣伝部（編）. . 名古屋鉄道. 1994: 1014 （日语）.